# Asilus fattigi
Asilus fattigi là một loài ruồi trong họ Asilidae. Asilus fattigi được Bromley miêu tả năm 1940. Loài này phân bố ở vùng Tân Bắc giới.